# Григориос Констандас
Григориос Констандас (на гръцки: Γρηγόριος Κωνσταντάς) е гръцки учен, просветен деец и дякон. Има значителна роля в духовното движение Просвещение, като участва в революцията през 1821 г.

## Биография
Роден е през 1753 година в Милиес, Тесалия, в семейството на земеделски производители. Първоначалното си образование получава в родния си град от монаха Антимос Пантазис, след което учи в Атон, Хиос и Константинопол. През 1780 година се установява в Букурещ, където от 1784 година преподава в Княжеската академия.
През 1791 година публикува учебника „Γεωγραφία Νεωτερική“, смятан за един от образците на гръцкото Просвещение. През 1814 година създава училище в родното си село, участва в Гръцката война за независимост, след края на която се връща в останалото под османска власт Милиес.
Умира през 1844 година в Милиес.